# Tescio
Der Tescio ist ein Fluss mit 20 km Länge in Umbrien, Italien.

## Verlauf
Der 963 erstmals als Tessium erwähnte Fluss entspringt am Berg Monte dei Cani durch den Zusammenfluss der Bäche Oppico und Trabocco bei 511 Höhenmetern nahe dem Eremo delle Carceri und verläuft zunächst in nördlicher Richtung. Nach ca. 2 km dreht der Fluss bei Piano della Pieve (auch Pian della Pieve genannt) nach dem Zufluss des Marchetto nahe der Ponte Marchetto (auch Ponte dei Lupi genannt) nach Westen ab und dient dem Naturpark Parco del Monte Subasio als nordwestliche Grenze. Der Tescio durchfließt nun das Tesciotal (Valle del Tescio) und passiert die Örtlichkeit Ponte Grande, benannt nach der gleichnamigen Brücke aus dem Jahr 1469. Er trifft auf weitere historische Brücken wie die Ponte di Annibale (mittlerweile eingestürzt aufgrund des Erdbebens von 1997) und die Ponte Dolci (im Mittelalter entstanden). Der Fluss verläuft nun nördlich der Altstadt von Assisi unterhalb der Rocca Maggiore und des Friedhofs und passiert hier die Brücke Secondo Ponte dei Galli (auch Ponte Santa Croce oder Santa Croce al Ponte dei Galli, nach der gleichnamigen Kirche benannt), die von 1353 bis 1357 entstand. Nach der Brücke Santa Croce dreht der Tescio nach Westen und passiert wenige hundert Meter später die Brücke Ponte dei Galli (auch Primo Ponte dei Galli genannt), die 1193 entstand und von 2008 bis 2011 restauriert wurde.
Der Tescio verlässt das Ortsgebiet von Assisi nordwestlich unterhalb der Basilika San Francesco nach der bereits 1283 dokumentarisch erwähnten und 1514 wiederaufgebauten Brücke Ponte San Vittorino (auch Vetturino genannt) in westlicher Richtung und tritt in das Gemeindegebiet von Bastia Umbra ein. Hier mündet er in Bastiola kurz nach der bereits 1232 als Balìa Strate Pontis erwähnten Brücke Ponte della Bastiola bei 206 Höhenmetern in den Chiascio, dem er als linker Nebenfluss dient.

## Naturparks
- Bosco di San Francesco, am 11. November 2011 eröffneter Naturpark entlang des Tescio, der das Gebiet um Santa Croce umfasst. Enthält den Turm Torre Annamaria, die Lichtung Radura Terzo Paradiso, die Reste des antiken Hospitalis Pontis Gallorum (Ospedale del Ponte dei Galli, war seit 1250[2] aktiv) sowie die alte Mühle aus dem 12. Jahrhundert[9][10]
- Parco del Monte Subasio[6]

## Bilder

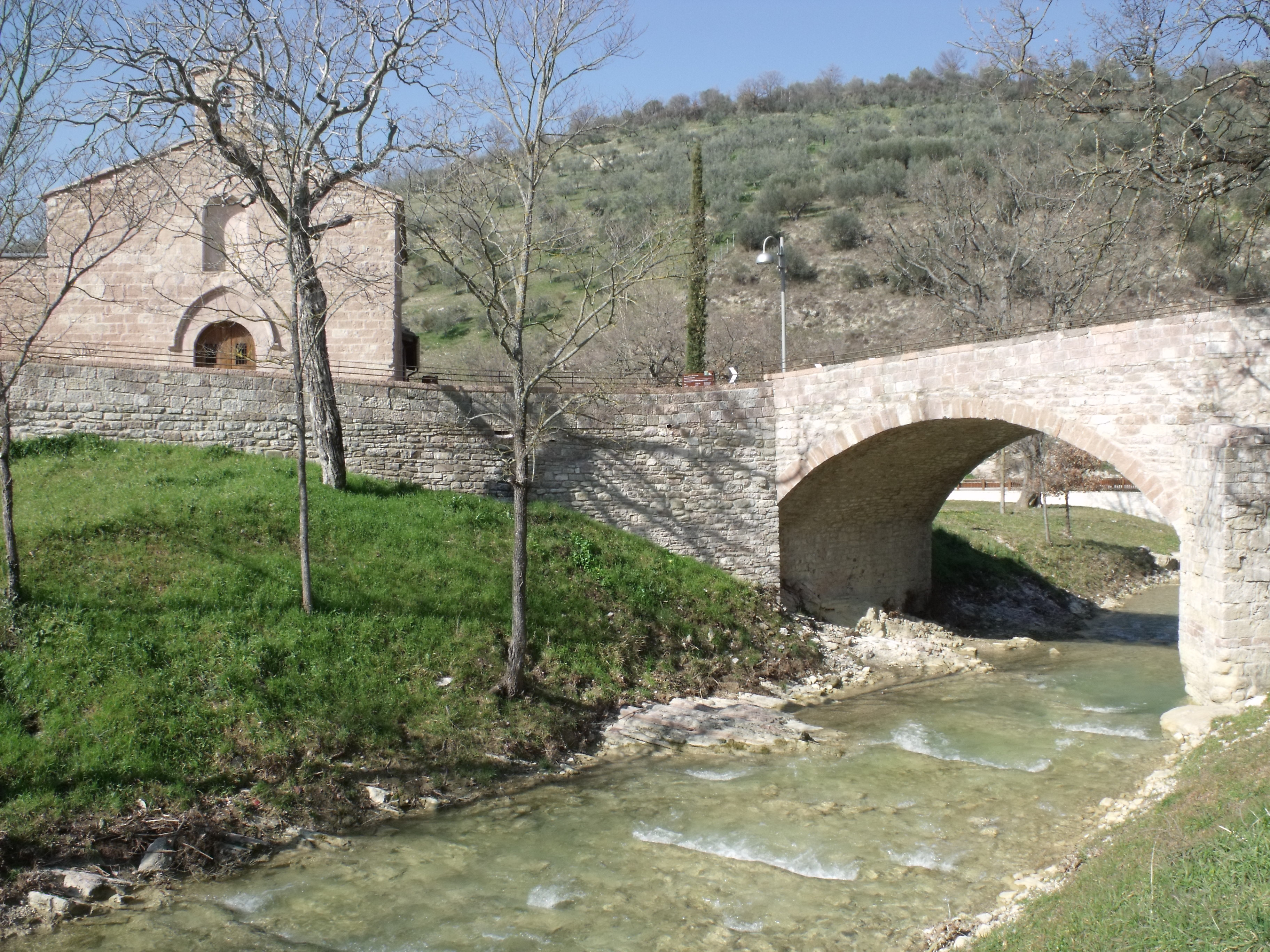
Santa Croce (Kirche und Brücke, auch Secondo Ponte dei Galli genannt)
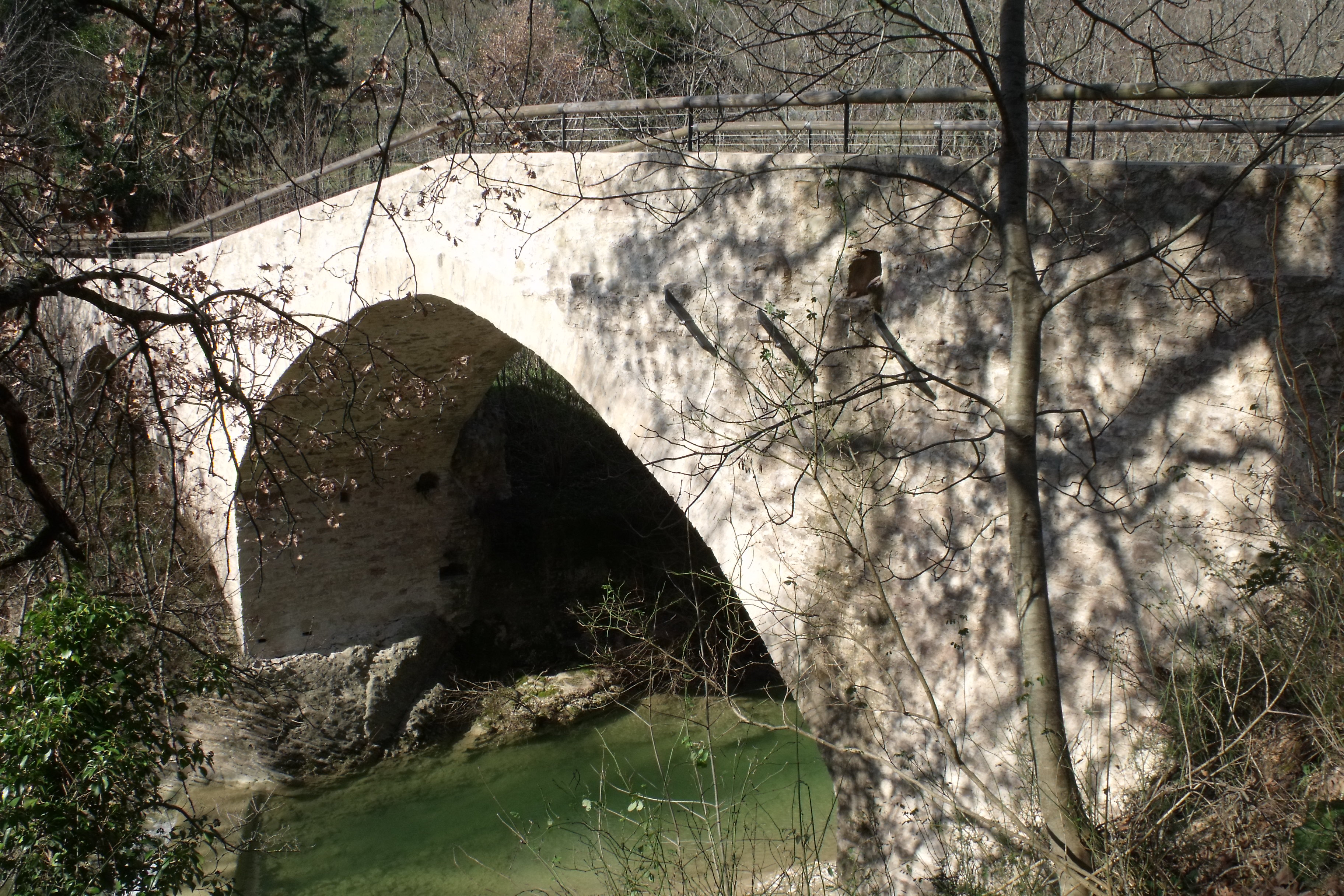
Die Ponte dei Galli (Primo Ponte dei Galli)
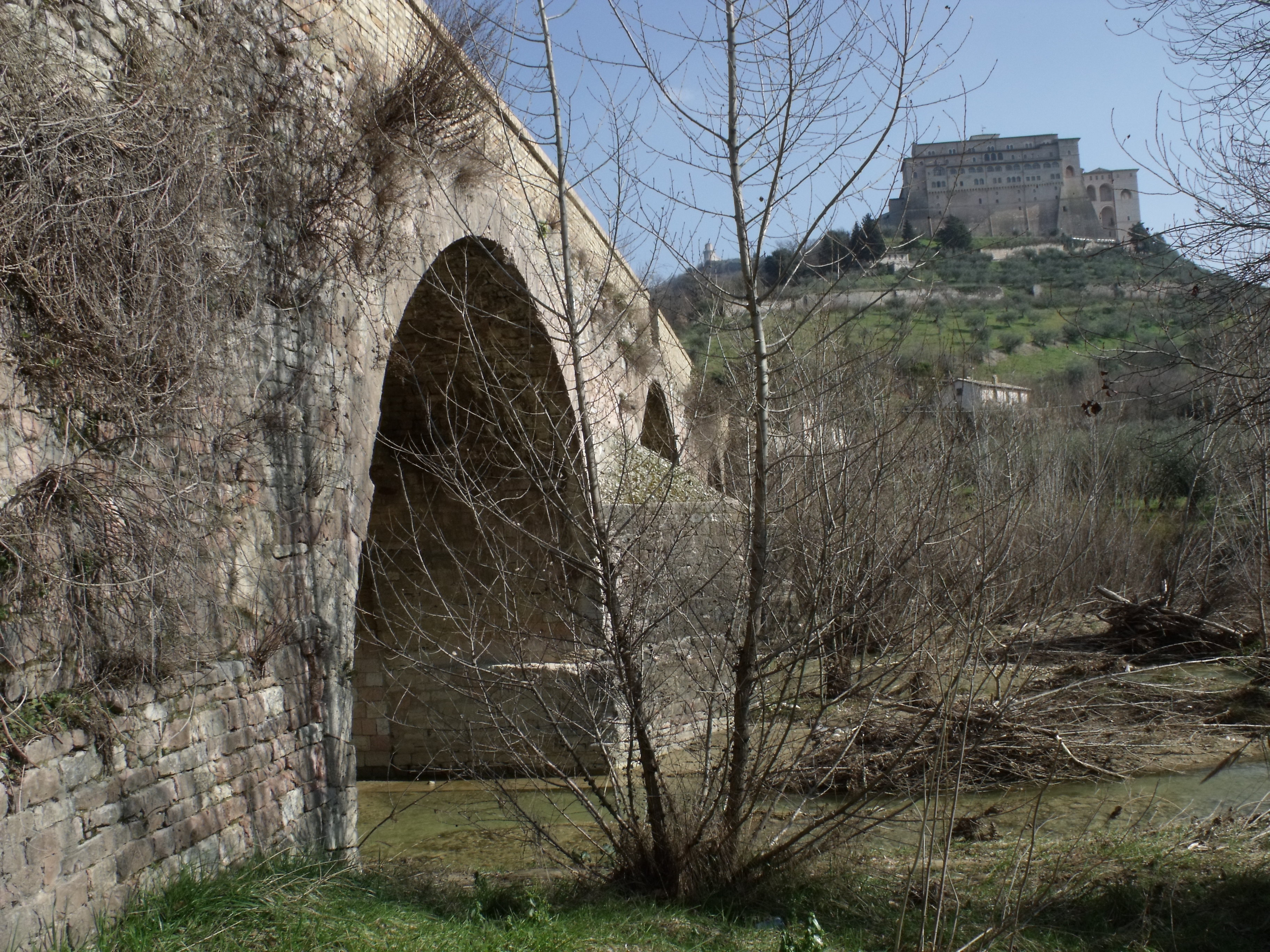
Die Brücke Ponte San Vittorino, im Hintergrund der Sacro Convento
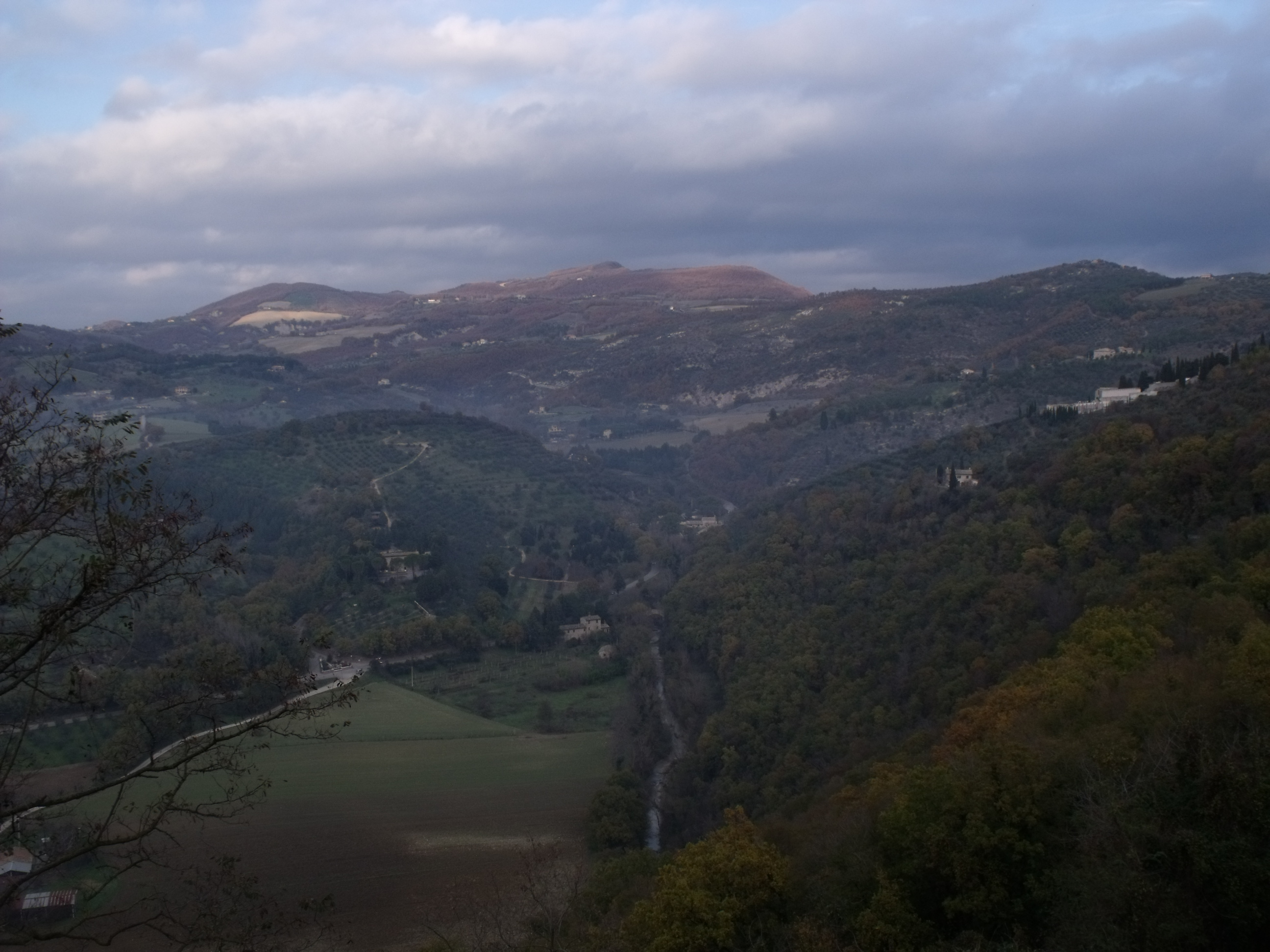
Das Tesciotal (Valle del Tescio) von der Rocca Maggiore in Assisi gesehen